# Arctowski-Station
Koordinaten: 62° 9′ 35,2″ S, 58° 28′ 23,9″ W

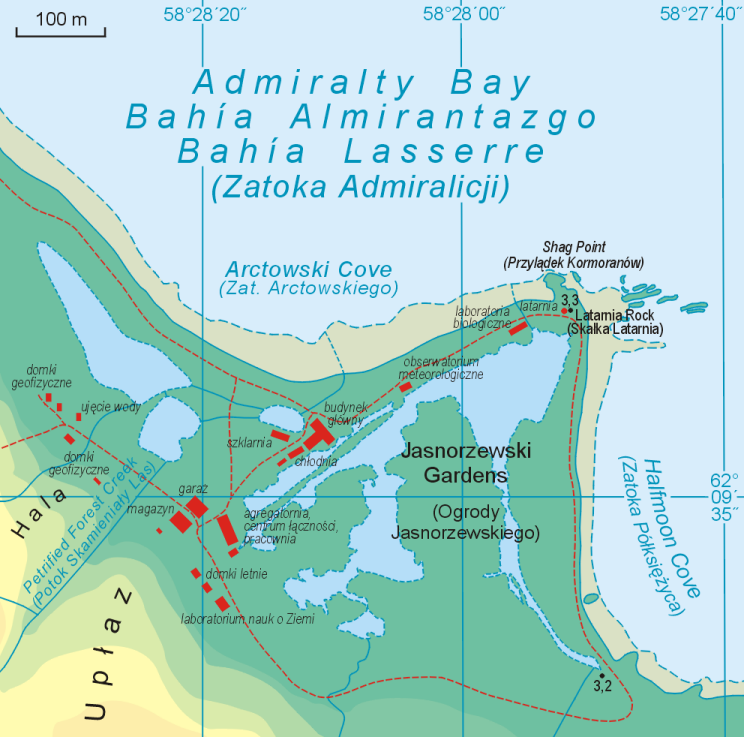
Karte der Arctowski-Station

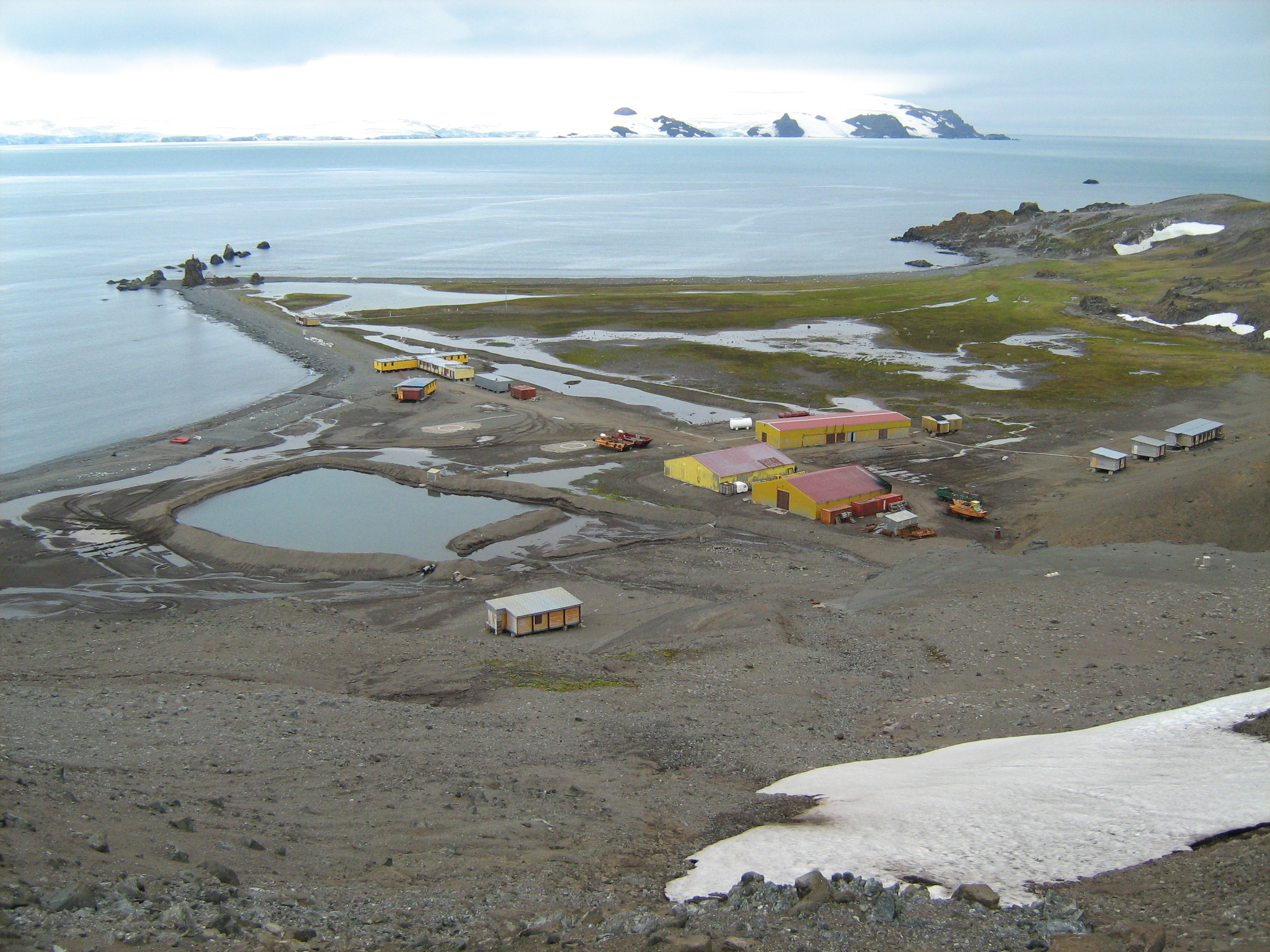
Die polnische Forschungsstation Henryk Arctowski auf King George Island

Die Arctowski-Station (polnisch Polska Stacja Antarktyczna im. Henryka Arctowskiego) ist eine ganzjährig besetzte polnische Forschungsstation auf der King George Island in den Südlichen Shetlandinseln. Sie ist nach Henryk Arctowski (1871–1958) benannt, einem polnischen Geophysiker und Polarwissenschaftler. Arctowski war einer der Teilnehmer an der Belgica-Expedition, die 1897 bis 1899 unter Leitung von Adrien de Gerlache de Gomery die Küste der Westantarktis erforschte.

## Lage
Die Arctowski-Station befindet sich am Point Thomas an der Westseite der Admiralty Bay in einer 4,2 km² großen eisfreien Oase. Das Gebiet wird im Norden durch den Ezcurra-Fjord und im Osten durch den zentralen Teil Admiralty Bay begrenzt, im Süden und Westen durch das Warszawa-Eisfeld. Es gehört zum besonders verwalteten Gebiet ASMA-1 „Admiralty Bay“. An der Ostseite der Admiralty Bay befindet sich die ebenfalls ganzjährig besetzte brasilianische Comandante-Ferraz-Station.

## Geschichte
Die Station wurde am 26. Februar 1977 als Basis für wissenschaftliche Forschung und damit verbundene logistische Operationen im Rahmen des nationalen polnischen Antarktisprogramms eröffnet. Ihr erster Leiter war Stanisław Rakusa-Suszczewski. Sie ersetzte die seit dem 21. Januar 1959 in der Bunger-Oase in Ostantarktika betriebene Dobrowolski-Station. Diese war aufgrund ihrer Inlandslage nur kostspielig per Flugzeug zu erreichen und wurde nicht permanent genutzt. Sie diente der 1. und der 2. Polnischen Antarktisexpedition in den Jahren 1958/59 und 1966/67 als Basis und wurde 1979 konserviert und geschlossen.
Betrieben wurde die Arctowski-Station zunächst von der Abteilung für Antarktisbiologie der Polnischen Akademie der Wissenschaften (PAN). Diese wurde 2012 in das Institut für Biochemie und Biophysik der PAN integriert, das damit auch den Betrieb der Station übernahm.

## Stationsaufbau
Die Forschungsstation besteht aus dem als Gemeinschaftszentrum genutzten Hauptgebäude, 30 einzelnen Containern und dem Arctowski-Leuchtturm. Die meisten Module stammen aus dem Jahr 1977. Teile des Hauptgebäudes und das biologische Labor wurde 1998 renoviert. 2007 wurden zwei Laborgebäude zusammengelegt. Die überdachte Fläche beträgt 1800 m², wovon 200 m² von den wissenschaftlichen Laboratorien und 10 m² vom Krankenzimmer eingenommen werden. Die Station verfügt über 40 Betten, die im antarktischen Sommer mit 26 Wissenschaftlern und 14 Servicemitarbeitern belegt werden können. Im Winter ist die Station nominell mit 16 Personen besetzt. Acht davon sind Wissenschaftler. Die Station verfügt über zwei Hubschrauberlandeplätze und doppelwandige Kraftstofftanks mit einer Gesamtkapazität von mehr als 1000 t.
Am Ufer der Bucht Sentry Cove im antarktischen Schutzgebiet ASPA-128 und am Lions Rump im ASPA-151 unterhält die Station zwei hölzerne Schutzhütten identischer Bauart. Hier können jeweils bis zu vier Forscher unterkommen.
Auf einem Hügel südlich der Forschungsstation befindet sich das Grab des polnischen Naturfilmers Włodzimierz Puchalski (1909–1979), das als Denkmal HSM-51 unter dem Schutz des Antarktisvertrags steht.

## Natur und Klima
Das Klima an der Admiralty Bay ist maritim antarktisch. Die Oase, in der sich die Station befindet, ist vor den vorherrschenden Westwinden durch den bis zu 650 m hohen Arctowski Dome geschützt und besitzt ein spezifisches, milderes Mesoklima. Die mittlere Jahrestemperatur beträgt −1,6 °C. Der wärmste Monat ist der Februar mit durchschnittlich 2,3 °C, der kälteste der Juli mit durchschnittlich −6,6 °C. Die jährlich Niederschlagsmenge liegt bei 506 mm.
Im Gebiet wachsen mit der Antarktischen Schmiele (Deschampsia antarctica) und der Antarktischen Perlwurz (Colobanthus quitensis) die beiden einzigen in der Antarktis beheimateten Arten von Gefäßpflanzen sowie über 300 Arten von Flechten, etwa 60 Arten von Moosen und zahlreiche Algenarten. An der Admiralty Bay sind 6 Robbenarten beobachtet. Von 24 präsenten Vogelarten brüten 12 im Gebiet.

## Forschungsprogramm
Zum wissenschaftlichen Programm der Arctowski-Station gehören Arbeiten auf den Gebieten Ozeanographie, Geologie, Glaziologie, Geomorphologie, Klimatologie, Mikrobiologie, Botanik, Ökologie, Ornithologie, Genetik, Kartographie sowie Meeresbiologie und -chemie. Es werden zudem Langzeitmonitoringprogramme zur Ökologie, Meteorologie und Glaziologie durchgeführt. Von 1978 bis 1994 wurden an der Station ganzjährig seismische und erdmagnetische Beobachtungen vorgenommen.
Am Institut für Biochemie und Biophysik wurde eine Sammlung von mehr als 500 Stämmen von im Umkreis der Station gefundenen antarktischen Mikroorganismen angelegt.

## Sonstiges
Die polnische Post gab anlässlich des zehnjährigen Bestehens der Forschungsstation im Februar 1987 sechs Sonderbriefmarken und einen Ersttags-Schmuckumschlag heraus.